# Журик, Сергей Александрович
Сергей Журик (рум. Serghei Juric; 3 марта 1984) — молдавский футболист, игравший на позиции вратаря.

## Карьера

### Игрока
С 2006 по 2011 годы Журик провёл в клубе «Тирасполь». В июле 2011 года был отдан на просмотр в пермский «Амкар», но в команде не закрепился. В начале 2012 года Сергей подписал контракт с рыбницкой «Искрой-Сталь» Летом 2013 года перешёл в кишинёвский «Верис», а в феврале 2014 года подписал контракт с тираспольским «Шерифом». В составе команды стал чемпионом Молдавии сезона 2013/14. 24 мая 2015 года выиграл с командой Кубок Молдавии 2014/15, Журик отыграл в воротах в финальном матче. Летом 2015 года покинул команду, всего же за тираспольский клуб он отыграл 20 игр и в 10 из них не пропустил ни одного мяча. В начале октября Сергей оказался в заявке футбольного клуба «Заря» из Бельцы.

### Тренера
Работает тренером вратарей в академии футбола «Шериф».

## Достижения
- Чемпион Молдавии (2): 2013/14, 2015/16
- Бронзовый призёр чемпионата Молдавии (1): 2014/15
- Обладатель Кубка Молдавии (1): 2014/15
- Обладатель Суперкубка Молдавии (1): 2015
- Финалист Суперкубка Молдавии (1): 2014